# Zip Code Tour
Zip Code Tour bylo koncertní turné britské rockové skupiny The Rolling Stones. Začalo koncertem v Los Angeles a skončilo v kanadském Quebéc City. Název turné odkazuje na poštovní směrovací čísla v USA a také na přebal alba Sticky Fingers.

## Setlist
1. "Jumpin' Jack Flash"
2. "It's Only Rock 'n' Roll (but I Like It)"
3. "All Down the Line"
4. "Tumbling Dice"
5. "Doom and Gloom"
6. "Bitch"
7. "Moonlight Mile"
8. "Wild Horses"
9. "Honky Tonk Women"
10. "Before They Make Me Run"
11. "Happy"
12. "Midnight Rambler"
13. "Start Me Up"
14. "Miss You"
15. "Gimme Shelter"
16. "Sympathy for the Devil"
17. "Brown Sugar"
18. "You Can't Always Get What You Want" (přídavek)
19. "(I Can't Get No) Satisfaction" (přídavek)

## Sestava
The Rolling Stones
- Mick Jagger – zpěv, kytara, harmonika, perkuse
- Keith Richards – kytara, zpěv
- Ronnie Wood – kytara
- Charlie Watts – bicí

Ostatní hudebníci
- Darryl Jones – baskytara, doprovodné vokály
- Chuck Leavell – hudební režie, klávesy, doprovodné vokály
- Matt Clifford – lesní roh, voiceover
- Bernard Fowler – doprovodné vokály, perkuse
- Lisa Fischer – doprovodné vokály, perkuse, zpěv ("Gimme Shelter")
- Karl Denson – saxofon
- Tim Ries – saxofon, klávesy

## Seznam koncertů
| Datum             | Město         | Stát          | Místo                       | Počet diváků      | Hrubý výdělek | Předkapela                      |
| Tajný koncert     | Tajný koncert | Tajný koncert | Tajný koncert               | Tajný koncert     | Tajný koncert | Tajný koncert                   |
| ----------------- | ------------- | ------------- | --------------------------- | ----------------- | ------------- | ------------------------------- |
| 20. května 2015   | Los Angeles   | Spojené státy | —                           | —                 | —             | —                               |
| Severní Amerika   |               |               |                             |                   |               |                                 |
| 24. května 2015   | San Diego     | Spojené státy | Petco Park                  | 40,944 / 40,944   | 8,465,082 $   | Gary Clark Jr.                  |
| 27. května 2015   | Solana Beach  | Spojené státy |                             | —                 | —             | —                               |
| 30. května 2015   | Columbus      | Spojené státy | Ohio Stadium                | 59,038 / 59,038   | 7,911,843 $   | Kid Rock                        |
| 3. června 2015    | Minneapolis   | Spojené státy | TCF Bank Stadium            | 41,517 / 41,517   | 8,328,199 $   | Grace Potter                    |
| 6. června 2015    | Arlington     | Spojené státy | AT&T Stadium                | 47,535 / 47,535   | 9,294,552 $   | Grace Potter                    |
| 9. června 2015    | Atlanta       | Spojené státy | Bobby Dodd Stadium          | 42,320 / 42,320   | 7,625,554 $   | St. Paul & the Broken Bones     |
| 12. června 2015   | Orlando       | Spojené státy | Orlando Citrus Bowl Stadium | 47,262 / 47,262   | 9,367,879 $   | The Temperance Movement         |
| 17. června 2015   | Nashville     | Spojené státy | LP Field                    | 47,242 / 47,242   | 8,416,049 $   | Brad Paisley                    |
| 20. června 2015   | Pittsburgh    | Spojené státy | Heinz Field                 | 54,136 / 54,136   | 9,125,120 $   | Awolnation                      |
| 23. června 2015   | Milwaukee     | Spojené státy | Marcus Amphitheater         | 22,545 / 22,545   | 4,939,823 $   | Buddy Guy                       |
| 27. června 2015   | Kansas City   | Spojené státy | Arrowhead Stadium           | 49,502 / 49,502   | 7,187,255 $   | Ed Sheeran                      |
| 1. července 2015  | Raleigh       | Spojené státy | Carter–Finley Stadium       | 40,428 / 40,428   | 7,947,996 $   | The Avett Brothers              |
| 4. července 2015  | Indianapolis  | Spojené státy | Indianapolis Motor Speedway | 50,000 / 50,000   | 6,187,966 $   | Rascal Flatts, Saints of Valory |
| 8. července 2015  | Detroit       | Spojené státy | Comerica Park               | 36,712 / 36,712   | 6,282,151 $   | Walk the Moon                   |
| 11. července 2015 | Orchard Park  | Spojené státy | Ralph Wilson Stadium        | 49,552 / 49,552   | 8,634,557 $   | St. Paul & The Broken Bones     |
| 15. července 2015 | Québec        | Kanada        | Plains of Abraham           | —                 | —             | —                               |
| Celkem            | Celkem        | Celkem        | Celkem                      | 730,733 / 730,733 | 109,714,026 $ |                                 |